# Valentino Khan
Valentino Khan (Los Angeles, 15 de fevereiro de 1987) é um DJ e produtor musical norte-americano. Seu single Deep Down Low alcançou o primeiro lugar nas paradas, enquanto Make Some Noise chegou a posição 50ª posição na Billboard Twitter Emerging Artists.

## Carreira

### 2012: Início
Khan iniciou sua carreira como produtor de hip-hop, criando faixas para artistas como T.I., 2 Chainz e B.o.B. . Em 2012, teve alguns de seus remixes lançados oficialmente, sendo o mais notável o da faixa 'Holler', do duo Gent & Jawns, lançado pela gravadora Mad Decent, de Diplo.
Colaborou com Will Bailey na música 'Rukus' e produziu o single 'Play Keeps' de B.o.B., incluído no álbum Strange Clouds.. Em 2013, coproduziu o single 'Bubble Butt' de Major Lazer.

### 2013: Homenagem
Em 5 de junho de 2013, Khan lançou a faixa 'Fahrenheit' gratuitamente, como homenagem á sua formação na música eletrônica.

### 2014: "In Khan We Trust"
Em 22 de julho de 2014, lançou seu primeiro EP, intitulado In Khan We Trust, pela gravadora OWSLA, de Skrillex. O trabalho inclui o single 'Make Some Noise'.

### 2015: "Deep Down Low"
Em 20 de abril de 2015, Khan colaborou com Flosstradamus no lançamento do single 'MFU'. Em 11 de agosto do mesmo ano, lançou 'Deep Down Low' foi lançado como single. A faixa foi incluída no álbum Spring Compilation da OWSLA e foi descrita como pioneira em seu gênero sendo considerada a 'canção mais popular entre DJs' em 2015. Também integrou a compilação da Tomorrowland intitulado The Secret Kingdom Of Melodia. Musicalmente, incorpora elementos de big room house e jungle terror, sendo frequentemente classificada como hard house. A música ganhou um videoclipe oficial, além de uma versão remixada.

### 2016: "Slam Dunk"
Em 29 de julho de 2016, Khan colaborou com Skrillex no lançamento da faixa 'Slam Dunk', com vocais de Kstylis. Em entrevistas, citou Rihanna e Sia como suas artistas femininas favoritas para colaborações. Ainda em 2016, trabalhou com Wiwek na música 'Tropicana'.

### 2017: "Bullseye" e "Pump"
Em 7 de abril de 2017, Khan colaborou com Anna Lunoe e Wuki no single 'Bullseye', lançado pela gravadora OWSLA. de Skrillex.  Em 26 de maio do mesmo ano, lançou 'Pump' como single pelas gravadoras Mad Decent e Ministry of Sound . A faixa acumulou mais de 16 milhões de reproduções no Spotify e tornou-se, na época, o vídeo mais assistido da Vevo de todos os tempos.

## Discografia

### Canções em paradas
| Título          | Ano  | Melhor posição nas paradas |
| Título          | Ano  | BEL                        |
| --------------- | ---- | -------------------------- |
| "Deep Down Low" | 2015 | 69                         |

### Remixes
2013
- Gesaffelstein – "Control Movement" (Valentino Khan Remix)[45]
- Skylar Grey – "C'Mon Let Me Ride" (Valentino Khan Remix)[46][47]
- The Bloody Beetroots featuring Paul McCartney & Youth – "Out Of Sight" (Valentino Khan Remix)[48]

2014
- Dog Blood – "Middle Finger Pt. 2" (Valentino Khan Remix)[49][50]
- Skrillex – "Recess" (Valentino Khan Remix)[51][52]
- M.I.A. – "YALA" (Bro Safari & Valentino Khan Remix)[53][54]

2015
- Dillon Francis – "When We Were Young" (Valentino Khan Remix)[55][56]
- Flosstradamus featuring Waka Flocka Flame and Elliphant – "TTU (Too Turnt Up)" (Valentino Khan Remix)[57]
- Axwell and Ingrosso – "On My Way" (Valentino Khan Remix)[58]
- Zeds Dead – "Hadouken" (Valentino Khan Remix)[59]
- Yellow Claw – "Run Away" (Valentino Khan Remix)[60][61]

### Coproduções
| Título                                                          | Ano  | Posições em paradas | Posições em paradas | Posições em paradas | Nota       |
| Título                                                          | Ano  | BEL                 | FRA                 | NL                  | Nota       |
| --------------------------------------------------------------- | ---- | ------------------- | ------------------- | ------------------- | ---------- |
| "Bubble Butt" (Major Lazer featuring Bruno Mars, Tyga e Mystic) | 2013 | 24                  | 67                  | 65                  | Coprodução |

### Videoclipes
| Título   | Ano  | Artistas           | Nota             |
| -------- | ---- | ------------------ | ---------------- |
| "Ritual" | 2016 | Marshmello, Wrabel | Pequena aparição |

## Referencias
1. 1 2  Kellman, Andy. «Valentino Khan | Biography & History». AllMusic. Consultado em 26 de junho de 2017
2. 1 2  «13 Mad Decent Artists You Need to KnowValentino Khan». Complex UK (em inglês). Consultado em 26 de junho de 2017
3. 1 2  «Valentino Khan: A Chat About Food, Thugs and Trap». Magnetic Magazine (em inglês). Consultado em 26 de junho de 2017
4. ↑  Savage, Amanda (25 de julho de 2015). «Valentino Khan Explains Why Music Snobs Are Wrong». Phoenix New Times. Consultado em 26 de junho de 2017
5. ↑  «Valentino Khan Talks Beginnings, Possibility Of An India Tour & Much More! [Interview] | The Bangin Beats». The Bangin Beats (em inglês). 26 de junho de 2017. Consultado em 26 de junho de 2017
6. ↑  «B.o.B, 'Strange Clouds': Track-By-Track Review». Billboard. Consultado em 26 de junho de 2017
7. ↑  «Valentino Khan - Biography». www.billboard.com (em inglês). Consultado em 26 de junho de 2017
8. ↑  «Major Lazer ft. Bruno Mars, 2 Chainz, Tyga & Mystic - "Bubble Butt"». Complex UK (em inglês). Consultado em 26 de junho de 2017
9. ↑  «DA Premiere: Valentino Khan shares debut EP's first single 'Make Some Noise' featuring DJ Kool - Dancing Astronaut». www.dancingastronaut.com (em inglês). Consultado em 26 de junho de 2017
10. ↑  «Valentino Khan delivers scorching debut EP on OWSLA - Dancing Astronaut». www.dancingastronaut.com (em inglês). Consultado em 26 de junho de 2017
11. ↑  «Valentino Khan - "In Khan We Trust" EP». Complex UK (em inglês). Consultado em 26 de junho de 2017
12. ↑  «Valentino Khan ft. DJ Kool - "Make Some Noise"». Complex UK (em inglês). Consultado em 26 de junho de 2017
13. ↑  Staff, Your EDM (27 de outubro de 2014). «Aspire to Inspire 031: Valentino Khan». Your EDM. Consultado em 26 de junho de 2017
14. ↑  «Flosstradamus & Valentino Khan - MFU (Original Mix) - Dancing Astronaut». www.dancingastronaut.com (em inglês). Consultado em 26 de junho de 2017
15. ↑  «Flosstradamus & Valentino Khan give a "MFU" to the world - EARMILK». EARMILK (em inglês). 8 de abril de 2015. Consultado em 26 de junho de 2017
16. ↑  «Premiere: Stream Valentino Khan's "Deep Down Low"». Complex UK (em inglês). Consultado em 26 de junho de 2017
17. ↑  Savage, Amanda (3 de julho de 2015). «11 Best American DJs: For All You Yanks Out There». Phoenix New Times. Consultado em 26 de junho de 2017
18. ↑  «Valentino Khan's new music video for "Deep Down Low" is not what you'd expect [Video] - EARMILK». EARMILK (em inglês). 19 de janeiro de 2016. Consultado em 26 de junho de 2017
19. ↑  Times, Music (18 de janeiro de 2016). «Valentino Khan Unveils Trippy 'Deep Down Low' Music Video». Music Times. Consultado em 26 de junho de 2017
20. ↑  Benson, Vitus. «Top 100: Die meistgespielten Tracks der Star-DJs in 2015». Dance-Charts.de (em alemão). Consultado em 26 de junho de 2017
21. ↑  «Valentino Khan drops mind-bending music video for 'Deep Down Low' - Dancing Astronaut». www.dancingastronaut.com (em inglês). Consultado em 26 de junho de 2017
22. ↑  Stone, Damon (19 de janeiro de 2016). «Valentino Khan's Music Video For "Deep Down Low" Is Psychotic - EDMTunes». EDMTunes (em inglês). Consultado em 26 de junho de 2017
23. ↑  «Valentino Khan Talks "Deep Down Low" Video, High School Mixtapes, and Mustache Tips - NEST HQ». NEST HQ (em inglês). 18 de janeiro de 2016. Consultado em 26 de junho de 2017
24. ↑  «Valentino Khan Debuts Remix EP for "Deep Down Low" on OWSLA - NEST HQ». NEST HQ (em inglês). 11 de agosto de 2015. Consultado em 26 de junho de 2017
25. ↑  «Valentino Khan & Skrillex Release "Slam Dunk" Today on OWSLA - NEST HQ». NEST HQ (em inglês). 29 de julho de 2016. Consultado em 26 de junho de 2017
26. ↑  Stevo (29 de julho de 2016). «Valentino Khan & Skrillex - Slam Dunk ft. Kstylis [STREAM]». EDM Sauce. Consultado em 26 de junho de 2017
27. ↑  «Skrillex & Valentino Khan Drop New Collab 'Slam Dunk (feat. Kstylis)' [LISTEN]». EDM.com (em inglês). 29 de julho de 2016. Consultado em 26 de junho de 2017
28. ↑  «Valentino Khan and Skrillex Officially Release Their Collab "Slam Dunk" ft. Kstylis». Run The Trap: The Best EDM, Hip Hop & Trap Music. 29 de julho de 2016. Consultado em 26 de junho de 2017
29. ↑  «Skrillex And Valentino Khan Finally Release "Slam Dunk"». We Got This Covered (em inglês). 29 de julho de 2016. Consultado em 26 de junho de 2017
30. ↑  «Chatting with Valentino Khan at 'Electric Zoo: Wild Island' (Includes interview)». 5 de setembro de 2016. Consultado em 26 de junho de 2017
31. ↑  «Valentino Khan & Wiwek deliver explosive Jungle Terror track, "Tropicana" - EARMILK». EARMILK (em inglês). 7 de janeiro de 2016. Consultado em 26 de junho de 2017
32. ↑  Haris (6 de janeiro de 2016). «Valentino Khan & Wiwek - Tropicana - EDMTunes». EDMTunes (em inglês). Consultado em 26 de junho de 2017
33. ↑  «Anna Lunoe, Valentino Khan and Wuki Team Up on Tricky Tune 'Bullseye:' Watch». Billboard. Consultado em 26 de junho de 2017
34. ↑  «Valentino Khan, Anna Lunoe and Wuki collaborate on 'Bullseye' - Dancing Astronaut». www.dancingastronaut.com (em inglês). Consultado em 26 de junho de 2017
35. ↑  Giorgio, Alec (7 de abril de 2017). «Stream 'Bullseye' By Anna Lunoe, Valentino Khan and Wuki Right Here». EDM Sauce. Consultado em 26 de junho de 2017
36. ↑  «Anna Lunoe, Valentino Khan, Wuki hit "Bullseye" on new collab [must listen] - EARMILK». EARMILK (em inglês). 11 de abril de 2017. Consultado em 26 de junho de 2017
37. 1 2  «Valentino Khan Is Back in the House With 'Pump': Premiere». Billboard. Consultado em 26 de junho de 2017
38. ↑  «Valentino Khan's New Track "Pump" is Mad Decent - Noiseporn». www.noiseprn.com (em inglês). Consultado em 26 de junho de 2017
39. ↑  Powell, Karlie (27 de maio de 2017). «Valentino Khan Just Dropped The Sequel To 2015's Most Played Track [Listen]». Your EDM. Consultado em 26 de junho de 2017
40. ↑  «Valentino Khan looks for another summer hit with "Pump" - EARMILK». EARMILK (em inglês). 26 de maio de 2017. Consultado em 26 de junho de 2017
41. ↑  Desk, BWW News. «Valentino Khan Releases New Single, 'Pump'» (em inglês). Consultado em 26 de junho de 2017
42. ↑  «Valentino Khan releases new single 'Pump'». Consultado em 26 de junho de 2017
43. ↑  «Valentino Khan releases dirty house single 'Pump' via Mad Decent». www.dancingastronaut.com (em inglês). Consultado em 26 de junho de 2017
44. ↑  «Valentino Khan - Deep Down Low». ultratop.be. Consultado em 26 de junho de 2017
45. ↑  «Gesaffelstein - "Control Movement (Valentino Khan Bootleg)"». Complex UK (em inglês). Consultado em 26 de junho de 2017
46. ↑  «Skylar Grey - C'Mon Let Me Ride (Valentino Khan Remix) [Premier] - EARMILK». EARMILK (em inglês). 28 de janeiro de 2013. Consultado em 26 de junho de 2017
47. ↑  Stevo (5 de fevereiro de 2013). «Skylar Grey - C'Mon Let Me Ride (Valentino Khan Remix)». EDM Sauce. Consultado em 26 de junho de 2017
48. ↑  Moombahsauce (4 de setembro de 2014). «#Throwbackthursday Out Of Sight (Valentino Khan Remix)». EDM Sauce. Consultado em 26 de junho de 2017
49. ↑  «Dog Blood - Middle Finger Pt. 2 (Valentino Khan Remix) [Free Download] - Dancing Astronaut». www.dancingastronaut.com (em inglês). Consultado em 26 de junho de 2017
50. ↑  Stevo (3 de julho de 2014). «Dog Blood - Middle Finger Pt 2 (Valentino Khan Remix)». EDM Sauce. Consultado em 26 de junho de 2017
51. ↑  «Skrillex previews 'Recess Remix' EP package featuring Flux Pavilion, Milo & Otis, Valentino Khan, and Ape Drums - Dancing Astronaut». www.dancingastronaut.com (em inglês). Consultado em 26 de junho de 2017
52. ↑  «Skrillex is Releasing a "Recess" Remix EP on July 7». Complex UK (em inglês). Consultado em 26 de junho de 2017
53. ↑  «M.I.A. - "YALA (Bro Safari & Valentino Khan Remix)"». Complex UK (em inglês). Consultado em 26 de junho de 2017
54. ↑  Stevo (17 de fevereiro de 2014). «MIA - YALA (Bro Safari & Valentino Khan Remix) [FREE DOWNLOAD]». EDM Sauce. Consultado em 26 de junho de 2017
55. ↑  Balkaran, Devin (14 de julho de 2015). «Dillon Francis x Sultan & Ned Shepard ft. Chain Gang of 1974 - When We Were Young (Valentino Khan Remix)». Dance Rebels. Consultado em 26 de junho de 2017
56. ↑  «Dillon Francis + Sultan & Ned Shepard feat. Chain Gang of 1974 - When We Were Young (Valentino Khan Remix) [Free Download] - Dancing Astronaut». www.dancingastronaut.com (em inglês). Consultado em 26 de junho de 2017
57. ↑  «Flosstradamus release 'Plurnt: The Remixes' EP - Dancing Astronaut». www.dancingastronaut.com (em inglês). Consultado em 26 de junho de 2017
58. ↑  «Axwell Λ Ingrosso - On My Way (Valentino Khan Remix) - Dancing Astronaut». www.dancingastronaut.com (em inglês). Consultado em 26 de junho de 2017
59. ↑  «Zeds Dead announce 'Somewhere Else' Remixes, leading release with their own VIP - Dancing Astronaut». www.dancingastronaut.com (em inglês). Consultado em 26 de junho de 2017
60. ↑  «Yellow Claw - Run Away (Valentino Khan Remix) [Free Download] - Dancing Astronaut». www.dancingastronaut.com (em inglês). Consultado em 26 de junho de 2017
61. ↑  «Download Valentino Khan's Wild Remix of Yellow Claw's "Run Away" - NEST HQ». NEST HQ (em inglês). 14 de julho de 2015. Consultado em 26 de junho de 2017
62. ↑  «Major Lazer feat. Bruno Mars, Tyga & Mystic - Bubble Butt». ultratop.be. Consultado em 26 de junho de 2017
63. ↑  Hung, Steffen. «lescharts.com - Les charts français». lescharts.com. Consultado em 26 de junho de 2017
64. ↑  Hung, Steffen. «Dutch Charts - dutchcharts.nl». dutchcharts.nl. Consultado em 26 de junho de 2017